# Stefania Tudini
Stefania Tudini, detta Cicci (Roma, 1943), è una nuotatrice, sincronetta, dirigente sportiva e allenatrice di nuoto e nuoto sincronizzato italiana.
È stata una delle più rilevanti attrici dello sviluppo in Italia del nuoto sincronizzato.

## Biografia
Fu soprannominata Cicci all'età di tre anni, quando lo scultore Nicola D'Antino, che stava scolpendo una statua della sua testa, per tentare di farla rimanere ferma, le cantò una canzone dal titolo Cincirincincin, che Tudini ripeté in Cicci.
Iniziò a praticare il nuoto all'età di 11 anni, specializzandosi nello stile farfalla.
A soli 14 anni si laureò campionessa italiana nei 50 metri farfalla, stabilendo il primato nazionale sulla distanza.
Nel 1971 divenne allenatrice di nuoto e, dal 1975, anche di nuoto sincronizzato. Fu una delle pioniere del movimento in Italia e, con la Roma 70, vinse il campionato italiano.
La Federazione Italiana Nuoto (FIN) la nominò responsabile del nuoto sincronizzato nel 1987 con il compito di gestire l'intero settore. Per un ventennio fu l'artefice dell'organizzazione di eventi di rilievo come Roma Synchro e la Loano Synchro Cup.
Fece parte della Confédération Méditérranéenne de Natation (CO.ME.N.) e creò la Coppa COMEN, che grazie al contributo di Sophie Sarwat e Madeleine Bernavon, fu successivamente trasformato in una competizione giovanile, riservata ai ragazzi dai 13 ai 15 anni, aperta alle nazionali CO.ME.N. e non solo.
Fu responsabile degli eventi di nuoto sincronizzato per i campionati mondiali disputati a Roma nel 1987 e 2009.
La Federazione internazionale del nuoto (FINA) la nominò componente della Commissione tecnica di sincro nel 1992, di cui fece parte sino al 2017. Nel 2009 fu eletta presidente della Commissione e riconfermata per due mandati. In quel periodo la FINA adottò notevoli cambiamenti nel regolamento. I più rilevanti furono lo sdoppiamento delle medaglie tra tecnico e libero, l'introduzione dell'esercizio libero combinato, degli highlights, del sincro misto. In quel periodo furono anche calendarizzati per la prima volta il FINA Trophy e le FINA World Series.
Il 25 agosto 2017 l'International Swimming Hall of Fame le ha conferito il Paragon Award.

## Onorificenze
- Paragon Award (2017)

## Palmarès

### Nuotatrice
- Campionati italiani di nuoto

1957:  Oro 50 metri farfalla

### Allenatrice
- Campionato italiano di nuoto sicronizzato

1977:  Oro con Roma 70